# San Pedro Cajonos
San Pedro Cajonos è un comune del Messico, situato nello stato di Oaxaca.